# Abba Lerner
Abraham " Abba " Ptachya Lerner (també Abba Psachia Lerner ; 28 d'octubre de 1903 - 27 d'octubre de 1982) va ser un economista britànic-nord-americà nascut a Rússia.

## Biografia
Nascut a Novossélitsia, Bessaràbia, Imperi Rus, Lerner va créixer en una família jueva, que va emigrar a Gran Bretanya quan tenia tres anys. Lerner va créixer a l'East End de Londres i des dels 16 anys va treballar com a maquinista, professor a escoles hebrees i com a emprenedor. El 1929, Lerner va ingressar a la London School of Economics, on va estudiar amb Friedrich Hayek. Una estada de sis mesos a Cambridge el 1934-1935 el va portar a contactar amb John Maynard Keynes. El 1937, Lerner va emigrar als Estats Units. Mentre estava als Estats Units, es va fer amic dels oponents intel·lectuals Milton Friedman i Barry Goldwater.
Lerner mai es va quedar en una institució durant molt de temps, servint a les facultats de gairebé una dotzena d'universitats i acceptant més de 20 cites de visita. Lerner tenia 62 anys quan se li va donar una càtedra a la Universitat de Califòrnia, Berkeley el 1965 i va marxar després d'arribar a l'edat de jubilació obligatòria sis anys més tard. Durant la seva estada allà, Lerner va criticar els disturbis causats per les protestes estudiantils com una amenaça per a la llibertat acadèmica.
Abba Lerner va impartir classes al Departament d'Economia de la Florida State University durant diversos anys. Va deixar d'ensenyar després de patir un ictus mentre visitava Israel.
Encara que Lerner no va rebre mai el Premi Nobel Memorial en Ciències Econòmiques del Sveriges Riksbank, ha estat reconegut com un dels més grans economistes de la seva època.

## Recerca
- Lerner va desenvolupar un model de socialisme de mercat que presentava preus de mercat descentralitzats proporcionals al cost social marginal[9][10][11] i en fer-ho va contribuir al teorema de Lange–Lerner–Taylor.[12]
- Lerner va contribuir a la idea d'un dividend social incorporant-lo al model original de socialisme d'Oskar Lange, on el dividend social es distribuiria a cada ciutadà com a pagament global.[13]
- L'ús de la política fiscal i la política monetària com a eines bessones de l'economia keynesiana és acreditat a Lerner per historiadors com David Colander.
- El teorema de la simetria de Lerner estableix que un aranzel d'importació pot tenir els mateixos efectes que un impost a l'exportació.[14][15]
- L'índex de Lerner mesura el poder monopoli potencial com el marge de preu sobre el cost marginal dividit pel preu o, equivalentment, la inversa negativa de l'elasticitat de la demanda.[16]
- Lerner va millorar una fórmula d'Alfred Marshall, que es coneix com la condició de Marshall-Lerner.[17]
- Lerner va millorar els càlculs fets per Wilhelm Launhardt sobre l'efecte dels termes d'intercanvi.
- Lerner va desenvolupar el concepte d'eficiència distributiva, que argumentava que la igualtat econòmica produirà la major utilitat total probable amb una quantitat determinada de riquesa.[18]
- Basant-se en la demanda efectiva i el chartalisme, Lerner va desenvolupar les finances funcionals, una teoria del finançament proposat (i finançament) per assolir objectius explícits, inclosa la plena ocupació. Això contrasta amb els principis de "finançament sòlid" on la fiscalitat està dissenyada únicament per finançar despeses o finançar inversions i una inflació baixa.[19]
- El teorema de Lerner-Samuelson es remunta a Lerner.[20][21]